# Portneuf (Quebec)
Portneuf é uma cidade localizada na província de Quebec, no Canadá.